# Cubasa: Reservoir Chronicle
Cubasa: Reservoir Chronicle (japonsky ツバサ-RESERVoir CHRoNiCLE-, Cubasa: Rezaboa kuronikuru; často zkracována na Cubasa) je známá šónen manga z dílny studia CLAMP. Dočkala se i anime adaptace s názvem Cubasa Chronicle, kterou vyrobilo studio Bee Train pod režijní taktovkou Kóiči Mašimy. Následoval film Cubasa: Torikago no kuni no himegimi (Princezna ze zlaté klícky). Další byly dvě série OVA, příběhy navazující od poloviny druhé série Cubasa: Tokyo Revelation a Cubasa: Šunraiki.
V manze byly použity postavy z dřívějších děl CLAMPu. Především pak postavy z Cardcaptor Sakura, které zde vystupují jako hlavní postavy. Manga se také lineárně kříží s jiným dílem CLAMPu xxxHOLiC, kde jsou zasazeny stejné události a komunikují mezi sebou.

## Příběh
Příběh začíná v malém odlehlém království uprostřed pouště. Žije zde mladá princezna Sakura, která je potají zamilovaná do svého přítele z dětství Šaorana. A i když o tom neví, i on je tajně zamilovaný do ní. Šaoran pracuje na vykopávkách obrovských ruin, které byly vinou času zaneseny pískem. Při jednom výzkumu, kdy mu dělá společnost i Sakura, objeví podivný znak, který náhle začne zářit a „vcucne“ Sakuru. Šaoran ji zachrání, ale podivná křídla která se objevila na Sakuřiných zádech se roztříští na stovky pírek a rozletí, kdo ví kam. Kněz Jukito (Cardcaptor Sakura) ho proto pošle do jiného světa za čarodějkou dimenzí Júko (xxxHOLiC), která plní lidem přání.
Zde se setkává se svými novými společníky. Kouzelníkem Fajem, který je na útěku za své země, a nindžou Kuroganem, kterého zase jeho princezna sama poslala pryč, neboť si příliš liboval v zabíjení a měření své síly, ale v zemi odkud přišel už nebyl nikdo silnější než on. Čarodějka Šaoranovi vysvětlí, že křídla která se roztříštila byla ve skutečnosti vzpomínky princezny a bez nich může zemřít. Její vzpomínky, v podobě pírek, se ale rozletěly po jiných světech a tak Júko nabídne Šaoranovi pomoc. Za cenu jeho vztahu se Sakurou (Sakura si ho už nikdy nebude pamatovat), mu dá schopnost cestovat světy. Stejně tak Faj a Kurogane musí odevzdat něco, co je jim nejdražší. Pro Faje je to tetování na jeho zádech, které údajně shromažďuje magickou energii, a pro Kuroganeho je to jeho meč. Za to dostanou malého tvorečka jménem Mokona Modoki, který jim umožňuje cestovat napříč světy. A jejich cesta začíná…

## Postavy
Šaoran – Je to sebevědomý chlapec, je tvrdohlavý a když si něco usmyslí, tak to dokáže. Jako malého ho našel a adoptoval Fudžitaka (v CCS Sakuřin otec). Fudžitaka byl archeolog, a proto toho spolu dost nacestovali. Šaoran zná spoustu cizích jazyků a dokáže rozluštit různé hieroglyfy. V dětství se spřátelil s princeznou Sakurou a časem se do ní i zamiloval. Jeho minulost je zahalená spoustou tajemství. Postava pochází z mangy a anime Cardcaptor Sakura.
Sakura – Je princeznou ze země Clow a ke všem se chová vlídně a laskavě. Její motto je „Vydám ze sebe to nejlepší“. Má staršího bratra Tóju, který jí nechce tolerovat její přátelství s Šaoranem. Poté, co ztratila své vzpomínky se její povaha změnila a zpočátku byla jen mátožná a nevěděla co se kolem děje. Jak se jí vzpomínky vraceli, navracela se i její povaha. Sakuřina cena, kterou zaplatila za cestování světy, je že už si nikdy nevzpomene na člověka, kterého nejvíce milovala. V jejích vzpomínkách tak navždy zůstanou místa, kde po osobě, která nesmazatelně patřila do jejího života, zůstane jen prázdnota. Postava pochází z mangy a anime Cardcaptor Sakura.
Faj D. Fluorite – Faj je kouzelník ze ledové země Celes. Ze své země uprchl z osobních důvodů a aby se skryl před králem Ašurou (postava původem z RG Veda), kterého prozatím uspal. Také stvořil Čii (postava původem z Chobits), která má spícího krále hlídat a upozornit Faje, až se probudí. Ačkoliv je kouzelník, zapřísahal se, že nebude používat magii bez tetování, které mu Júko odebrala jako cenu za cestování světy. Je stále usměvavý, možná až příliš pohodlný a rád škádlívá Kuroganeho novými přezdívkami. Ale co se skrývá pod jeho úsměvy?
Kurogane – Také Kuro-pu, Kuro-rin, Kuro-čan… Kurogane je ninja ze země připomínající staré Japonsko. Liboval si v zabíjení a tak ho princezna Tomojo (postava původem z mangy a anime Cardcaptor Sakura) poslala na cestu po světech, aby se naučil co to je skutečná síla. Před odchodem ho ještě princezna proklela, že pokaždé když zabije, tak se jeho síla zmenší. Kurogane je pořád zatrpklý a stále se mračí. Také je hrozně snadné ho vytočit, čehož zneužívají Faj a Mokona. Třeba, že se tváří jako by mu bylo všechno jedno, je ze všech nejstarostlivější.
Mokona Modoki – Také pouze Mokona (skutečné jméno bílé Mokony je Soel). Mokona je malý, králíku podobný tvor. Byla vytvořena čarodějkou Júko a Clow Reedem. U Júko zůstalo její „dvojče“ černá Mokona (Larg), která tak umožňuje spojení mezi jejich světy. Díky Mokoně mohou Šaoran a spol cestovat mezi světy a zároveň jim dává schopnost dorozumět se s lidmi v jiných světech a mezi sebou. Mokona o sobě zásadně mluví ve třetí osobě a v Horicuba gakuen Drama CD je odhaleno, že Soel se identifikuje jako bytost ženského pohlaví a Larg mužského. Mokona má 108 tajných schopností, nikdy se je ale všechny nedozvíme. Postava pochází z Magic Knight Rayearth.